# Cortez Kennedy
Cortez Kennedy (* 23. August 1968 in Osceola, Arkansas; † 23. Mai 2017 in Orlando, Florida) war ein US-amerikanischer American-Football-Spieler auf der Position des Defensive Tackles. Er spielte College Football bei den Miami Hurricanes, der Mannschaft der University of Miami. Seine komplette Profikarriere von 1990 bis 2000 verbrachte er bei den Seattle Seahawks in der National Football League (NFL). 

## Trikotnummer
In zehn seiner elf Saisons trug Kennedy die Nummer 96. Nachdem sein enger Freund Jerome Brown 1992 bei einem Autounfall ums Leben gekommen war, trug er ihm zu Ehren in der Saison 1992 dessen ehemalige Nummer 99.

## Ehrungen
1992 wurde Kennedy zum NFL Defensive Player of the Year gewählt. Er war Mitglied im National Football League 1990s All-Decade Team. Im Verlauf seiner Karriere spielte er in acht Pro Bowls und wurde durch die amerikanische Presse sechsmal in das All Pro Team gewählt. 2012 wurde Kennedy in die Pro Football Hall of Fame aufgenommen.
Nach seinem Tod ehrten ihn die Seattle Seahawks, indem sie seine Trikotnummer 96 während der Saison 2017 auf den Helmen trugen.